# Latinergyden
Latinergyden er en smal passage i Aalborg.
Hvis man går langs Aalborg klosters havemur, kommer man ned igennem Latinergyden, som oprindeligt var en vandgyde til Vesterå.

Det var eleverne på latinskolen, som døbte dette vandløb, men borgerne kaldte den Musetrappen. I ældre tid var det på den smalle stentrappe at kvinderne snoede sig igennem med vandspande og vasketøj ned til Vesterå. I dag fører denne gyde op til Gravensgade, som er en af Aalborgs gågader. 
57°02′54.6″N 09°55′04.7″Ø / 57.048500°N 9.917972°Ø